# Переступень білий
{{#ifeq:0|0|{{#if:|{{#if:Bryoniaalba|[[]}}|}}}}
Переступень чорноягідний, переступень білий, або Бріонія біла, або Нечіпай-зілля (Bryonia alba) — багаторічна трав'яниста рослина родини гарбузових — Cucurbitaceae. Рослина отруйна, може також використовуватися як лікарська.

## Морфологічна характеристика

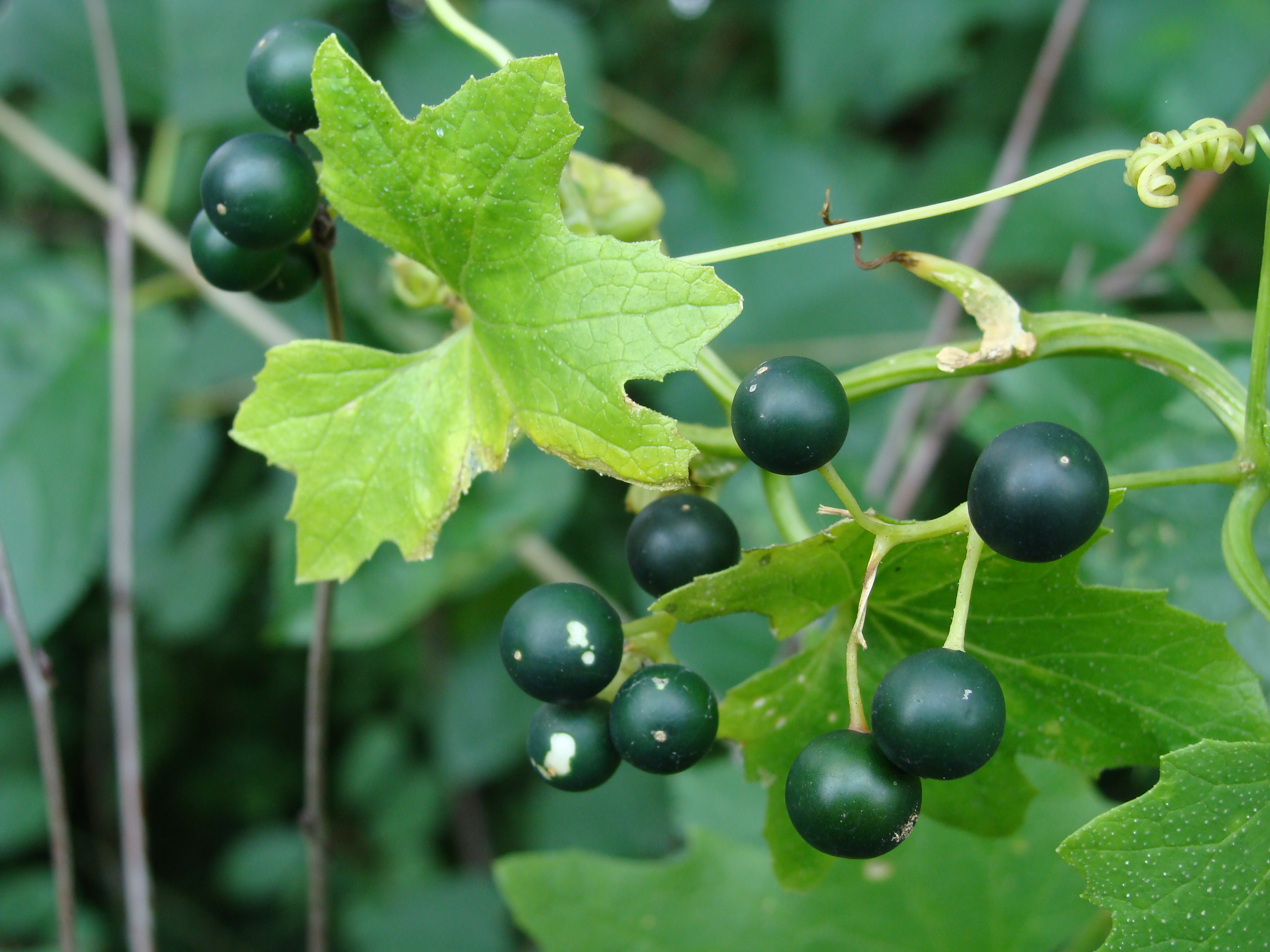
Плоди Переступня білого

Стебло повзуче з вусиками 1,5-4 метра завдовжки. Стебла чіпляються до підтримок довгими вусиками. Листки чергові, черешкові, серцеподібні, пятилопатеві, крупнозубчасті. Корінь м'ясистий, великий, всередині білий, зовні жовтуватий, часто двороздільний або трироздільний, соковитий. Квітки на довгих квітоніжках, дрібні, жовтуваті, однодомні. Цвіте рослина в червні — липні. Плоди — чорні кулясті ягоди з яйцеподібними сплющеними насінинами, соковиті спочатку зелені коли дозрівають чорні.
Вся рослина шорстка від коротких волосків.

## Поширення
Поширена в Європі. Росте як бур'ян у лісах і гаях, біля жител. Раніше розводилась як декоративна рослина. Тому її можна зустріти в старих парках.

## Хімічний склад
У коренях виявлено летку олію, 23 жирні кислоти: олеїнова кислота, пальмітинова кислота, бріонілова кислота. Також виявлена смола, кумарини, сапоніни, алкалоїд бріоніцин, глікозиди бріонідин, бріонол, бріонін, бріозид, бреїн, кукурбітациди B, D, E, L, пектинові сполуки. Рослина отруйна.

## Застосування

### У медицині
В офіційній медицині не використовується. У народній використовується при подагрі, радикуліті, ревматизмі, невралгії, при набряклих суглобах.

### У харчуванні
У Греції та Італії відварене в солоній воді коріння вживають як звичайний овоч. Напровесні їх викопують, миють і вимочують протягом кількох годин у холодній воді, міняючи її щогодини. Потім очищають від кори, ріжуть на шматки й нанизують на нитки, висушують про запас. Свіжі корені можна зберігати в льоху як моркву чи редьку.

## Найближчий родич
- Переступень дводомний